# Kedungwungu (Binangun)
Kedungwungu is een bestuurslaag in het regentschap Blitar van de provincie Oost-Java, Indonesië. Kedungwungu telt 4090 inwoners (volkstelling 2010).